# Los hijos del capitán Grant (película)
Los hijos del Capitán Grant (título original: In Search of the Castaways) es una película de aventuras para la familia de 1962 dirigida por Robert Stevenson y protagonizada por Maurice Chevalier, Hayley Mills y George Sanders.

## Argumento
La adolescente Mary Grant, acompañada de su hermano pequeño Robert y su amigo Jacques Paganel, se dirige a Glasgow con el propósito de convencer al valiente Glenarvan de que les ayude a rescatar a su padre, el capitán John Grant, el cual ha desaparecido desde que naufragó su embarcación.
Tras conseguirlo la expedición rescatadora se lanza a la aventura y, para conseguir su objetivo, recorre el mundo desde América del Sur hasta Nueva Zelanda. Sufren todo tipo de complicaciones por el camino, desde un terremoto a una inundación a bordo, pasando por el ataque de un cóndor gigante y la erupción de un volcán. Entremedias van apareciendo otros personajes, como un tipo llamado Thomas Ayerton, que ha desertado de la tripulación del barco que capitaneaba Grant y que parece tener más información de la que aparenta, o el leal John, de quien la joven Mary está enamorada.
Finalmente ellos conseguirán dar con el capitán Grant.

## Reparto
| Actor                | Personaje       |
| -------------------- | --------------- |
| Maurice Chevalier    | Jacques Paganel |
| Hayley Mills         | Mary Grant      |
| George Sanders       | Thomas Ayerton  |
| Wilfrid Hyde-White   | Lord Glenarvan  |
| Michael Anderson Jr. | John Glenarvan  |
| Antonio Cifariello   | Jefe Thalcave   |
| Keith Hamshere       | Robert Grant    |
| Jack Gwillim         | Capitán Grant   |

## Producción
Antes de esta película Walt Disney hizo sus primeras dos películas de acción, aventuras y fantasía basadas en novelas de Julio Verne. Esas películas fueron 20.000 leguas de viaje submarino (1954) y La familia Robinson (1960). Como ambas tuvieron mucho éxito, Walt Disney decidió entonces hacer una tercera película basándose otra vez en una novela de Julio Verne Julio Verne, Los hijos del capitán Grant, la cual era en comparación menos conocida. Una vez que tuvieron un gran presupuesto para ella, decidieron llevarla a cabo.
La producción cinematográfica se filmó en los Pinewood Studios de Inglaterra, donde se hicieron todos los escenarios como los puertos de Glasgow, y Melbourne de los 1870, un escenario de los Andes, un pueblo maorí de Nueva Zelanda y un volcán activo.

## Recepción
Las reacciones de las críticas durante su estreno fueron mixtas, pero en taquilla y entre la audiencia la película tuvo un gran éxito. Fue además la tercera película más taquillera de 1962 en los Estados Unidos.
Hoy en día la película ha sido valorada en el Internet en el portal cinematográfico IMDb. Con aproximadamente 3500 votos registrados al respecto, la obra cinematográfica obtiene en ese portal una media ponderada de 6,5 sobre 10. En cuanto a Rotten Tomatoes, el 63 % de los más de 2500 votos registrados en el portal aprobaron el filme dándole además una valoración media de 3,6 de 5. También cabe destacar, que en La Vanguardia el 63 % de los usuarios registrados allí le dieron una valoración positiva.